# IC 616/1
IC 616/1 је спирална галаксија у сазвијежђу Лав која се налази на листи објеката дубоког неба у Индекс каталогу.
Деклинација објекта је + 15° 51' 38" а ректасцензија 10h 32m 47,4s. Привидна величина (магнитуда) објекта IC 616 износи 13,7 а фотографска магнитуда 14,4. IC 6161 је још познат и под ознакама UGC 5730, MCG 3-27-60, CGCG 94-87, IRAS 10301+1606, PGC 31159.